# Seafret
Seafret es un dúo de música británico, compuesta por Harry Draper, el guitarrista, y Jack Sedman, el vocalista. Originarios de Bridlington, Inglaterra. Su álbum debut, Tell Me It's Real (Dime que es real, en español) alcanzó el puesto n°59 en la tabla de álbumes del Reino Unido.

## Carrera
El dúo se formó en 2011 después de que Jack Sedman y Harry Draper se conocieron en una noche de micrófono abierto cerca de su ciudad natal de Bridlington. Quedaron impresionados con sus actuaciones y rápidamente decidieron trabajar juntos como músicos. Vivían cerca de la costa, y el nombre de la banda hacía referencia tanto a la niebla que llega desde el Mar del Norte durante el verano como a un juego de palabras en el diapasón de una guitarra. Después de ganar algo de popularidad en internet en 2014, se mudaron a Londres. En septiembre de 2014, lanzaron su EP debut, Give Me Something.  Lanzaron su segundo EP, Oceans en enero de 2015.

## Discografía

### Álbumes de estudio
| Álbum | Posicionamiento en listas | Posicionamiento en listas |
| Álbum | RU                        | SUI                       |
| --- | ------------------------- | ------------------------- |
| Tell Me It's Real - Lanzamiento: 29 de enero de 2016 - Discográfica: Sweet Jane Recordings - Formatos: CD, descarga digital        | 59                        | 100                       |
| Most of Us Are Strangers - Lanzamiento: 13 de marzo de 2020 - Discográfica: Sweet Jane Recordings - Formatos: CD, descarga digital | —                         | —                         |

### EPs
| Año  | EP |
| ---- | --- |
| 2014 | Give Me Something - Lanzamiento: 19 de septiembre de 2014 - Discográfica: Sweet Jane Recordings - Formatos: Descarga Digital |
| 2015 | Oceans - Lanzamiento: 21 de enero de 2015 - Discográfica: Sweet Jane Recordings - Formatos: Descarga Digital                 |
| 2016 | Acoustic Sessions - Lanzamiento: 5 de agosto de 2016 - Discográfica: Sweet Jane Recordings - Formatos: Descarga Digital      |
| 2018 | Monsters - Lanzamiento: 7 de septiembre de 2018 - Discográfica: Sweet Jane Recordings - Formatos: Descarga Digital           |